# Loup de Limoges
Le prénom Loup est un prénom qui figure à quatre reprises dans les tablettes de l’église catholique et dont les fêtes — toutes célébrées uniquement de façon locale — s’échelonnent dans le sanctoral catholique.
Pour les articles homonymes, voir Saint Loup, Loup et Limoges (homonymie).
Loup de Limoges est un évêque de Limoges, mort en 632. Il est honoré par des ostensions et fêté le 22 mai.

## Vie de Saint Loup

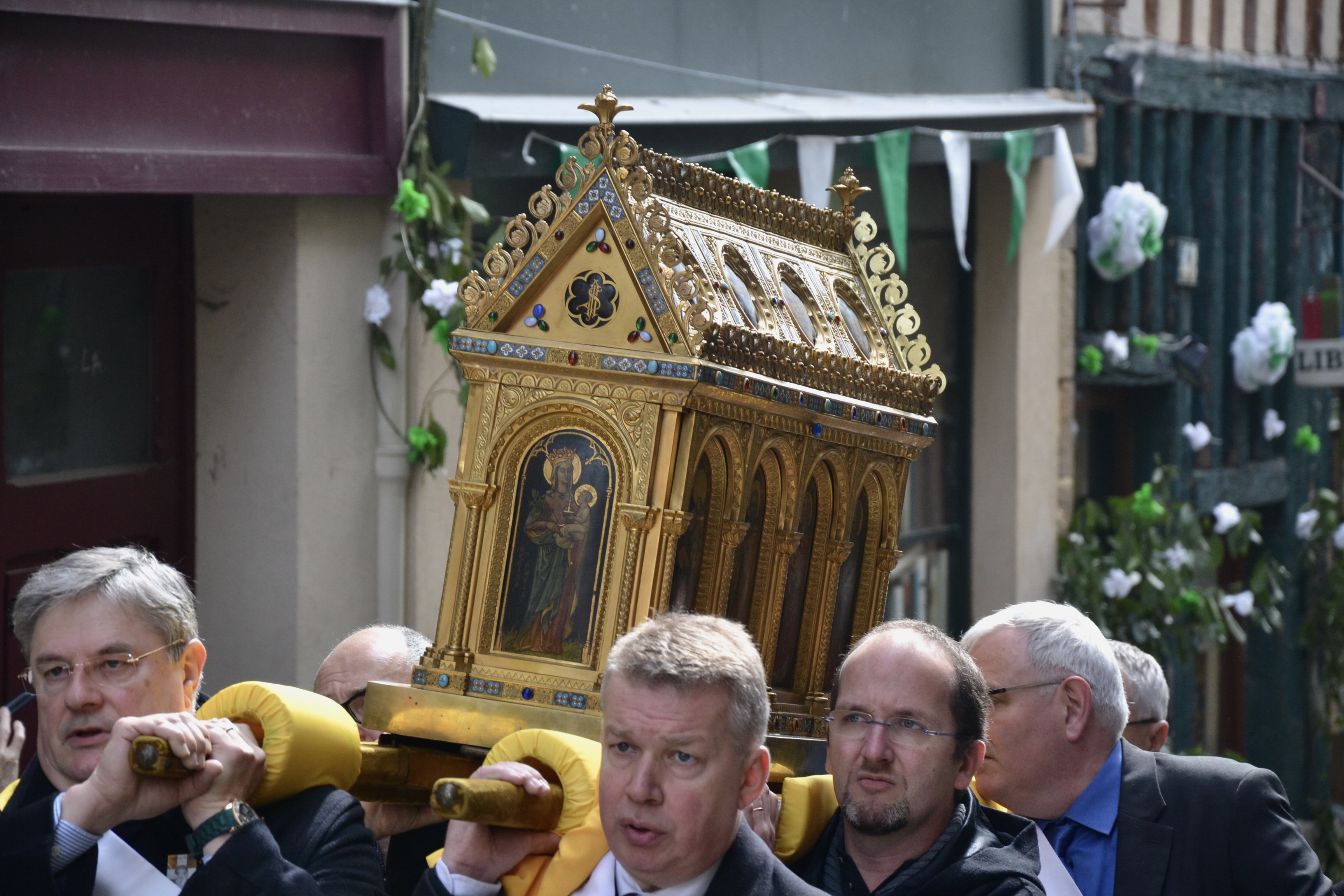
La châsse de saint Loup lors des ostensions de mai 2016 à Limoges.

Le prêtre Loup est chargé de la garde du tombeau de saint Martial, premier évêque de Limoges selon la tradition, dont la vénération a conduit à l'édification de la basilique Saint-Sauveur, au sein de l'abbaye Saint-Martial de Limoges.
Il est d’ailleurs intéressant de noter que c’est la représentation de Loup veillant en prières au pied du tombeau de saint Martial qui a été choisie pour orner le bas de l’autel tombeau où repose saint Loup en l’église Saint-Michel-des-Lions.

### Loup, évêque de Limoges
L’évêque de Limoges Asclèpe étant décédé le 23 décembre 613, le clergé et le peuple s’assemblent près du tombeau de saint Martial et après avoir longuement prié, Loup et un autre prêtre dont l’histoire n’a pas conservé le nom sont désignés. Saisi pour arbitrer entre les deux, le roi Clotaire II les conduit auprès de son second fils gravement malade, Caribert, et Loup en opère la guérison, après lui avoir donné la communion. Cela lui vaut d’être sacré évêque de Limoges le dimanche de l’octave de l’Ascension, le 12 mai 614.
Il co-signe le 22 novembre 631 la charte de fondation de l'abbaye de Solignac, érigée par saint Éloi. Il meurt peu après, le 22 mai 632,, même si une autre source mentionne sa mort en 637.

### Reliquaires successifs de saint Loup
L'évêque est enterré dans la basilique Saint-Martial jusqu'en 1158, date à laquelle, des travaux affectant celle-ci, ses restes sont déplacés dans un reliquaire déposé dans l'église Saint-Michel-des-Lions à Limoges,, lieu où ils sont toujours exposés à la vénération des fidèles. Les événements historiques ont fait que le reliquaire actuel est loin d’être le premier qui ait contenu ses reliques. La châsse originale du XIIIe siècle ayant disparu, le saint a été doté d’une nouvelle châsse « couverte d’argent et piliers dorés ». Lors de la Révolution française, elle disparaît en 1793 ainsi d’ailleurs que le bras reliquaire et le coffret recouvert d’argent, parsemé de fleurs de lys, qui portait sur une face la représentation du buste de saint Loup. Placé à l’intérieur de la châsse, ce coffret abritait une coupe d’argent doré » contenant le chef du saint » qui avait échappé à la destruction.
Les ostensions limousines de 1918 ont été l’occasion « grâce à la générosité du premier bayle Alexandre Maupetit et le talent du maître émailleur Paul Bonnaud de doter les reliques de Saint Loup d’un nouveau reliquaire cette fois en forme de chapelle gothique, ornés de panneaux peints sur cuivre imitant l’émail, tant sur son toit couvercle à deux pans que sur ses quatre faces.

## Représentations de Saint Loup

### La sculpture de l’autel-tombeau de Saint Loup
Cet autel tombeau occupe la partie droite du vaste ensemble garnissant le fond du chœur de la basilique Saint-Michel-des-Lions.
On trouve de gauche à droite de ce vaste ensemble l’autel tombeau de sainte Valérie, celui de saint Martial qui abrite la châsse de l’apôtre d’Aquitaine et enfin, celui de saint Loup abritant lui la châsse de saint Loup, évêque de Limoges, attesté en 632.
Le nom d’autel-tombeau lui vient du fait que cette structure abrite la châsse contenant les reliques de saint Loup, soit :
- un buste reliquaire donnant à voir un émail figurant le saint évêque à la barbe et à la chevelure tirant sur le roux, auréolé, la main droite bénissante et la gauche tenant la crosse attribut de sa fonction épiscopale[11] ;
- un bras reliquaire bénissant remontant à l’époque du premier bayle Michel Tintou[12] ;
- originalité de cet autel-tombeau, la sculpture sur la face avant de la structure supportant la table d’autel d’une scène donnant à voir Loup agenouillé en prières devant le tombeau de saint Martial[13].

De plus, les reliques de saint Loup en ce lieu dédié à l’archange saint Michel n’ont pas toujours été placées en cet endroit. « Et fust ensepvely dans l’église de Sainct-Michel-dcs-Lions de Lymoges, laquelle n’estoit si grande comme de présent, auquel lieu son corps repose dans une chapse,-et void-on son cercueil de pierre au-dessus de la porte de la sacristie, resplandissant en beaucoupt de miracles » (orthographe de l'époque conservée).
Bonaventure, né vers 1610 dit que le cercueil de pierre était, non au-dessus, mais près de la porte de la sacristie.

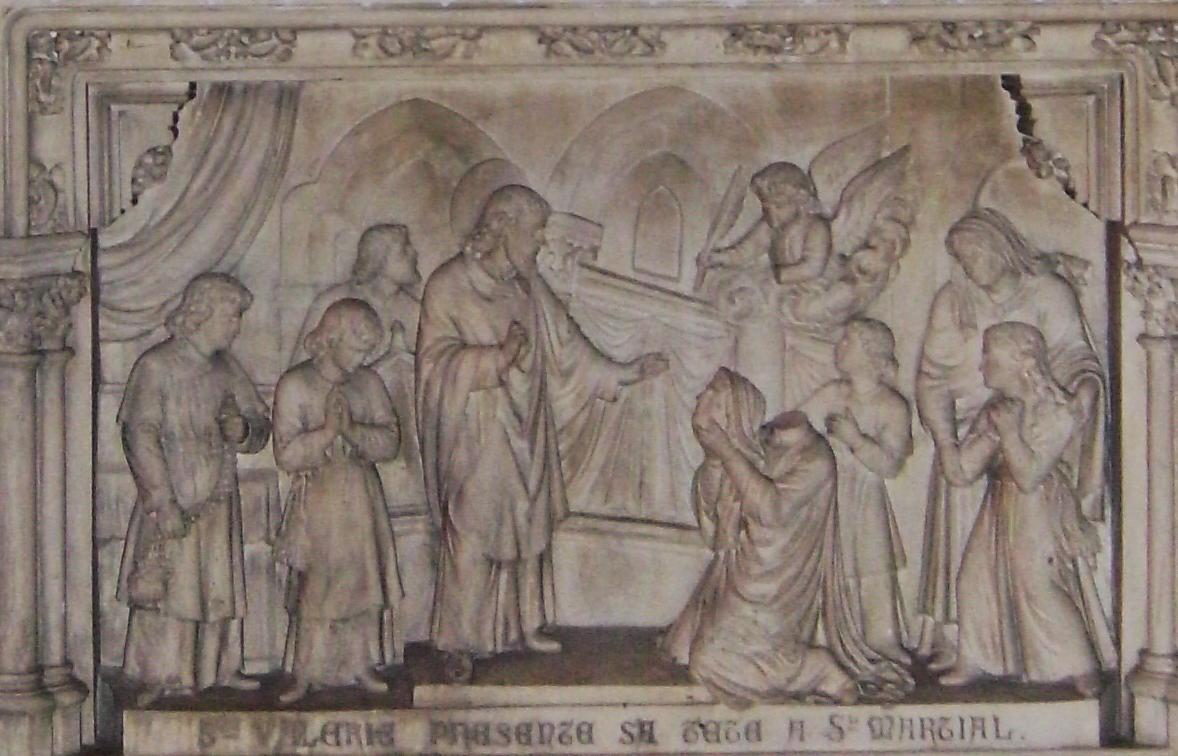
Autel-tombeau de sainte Valérie.
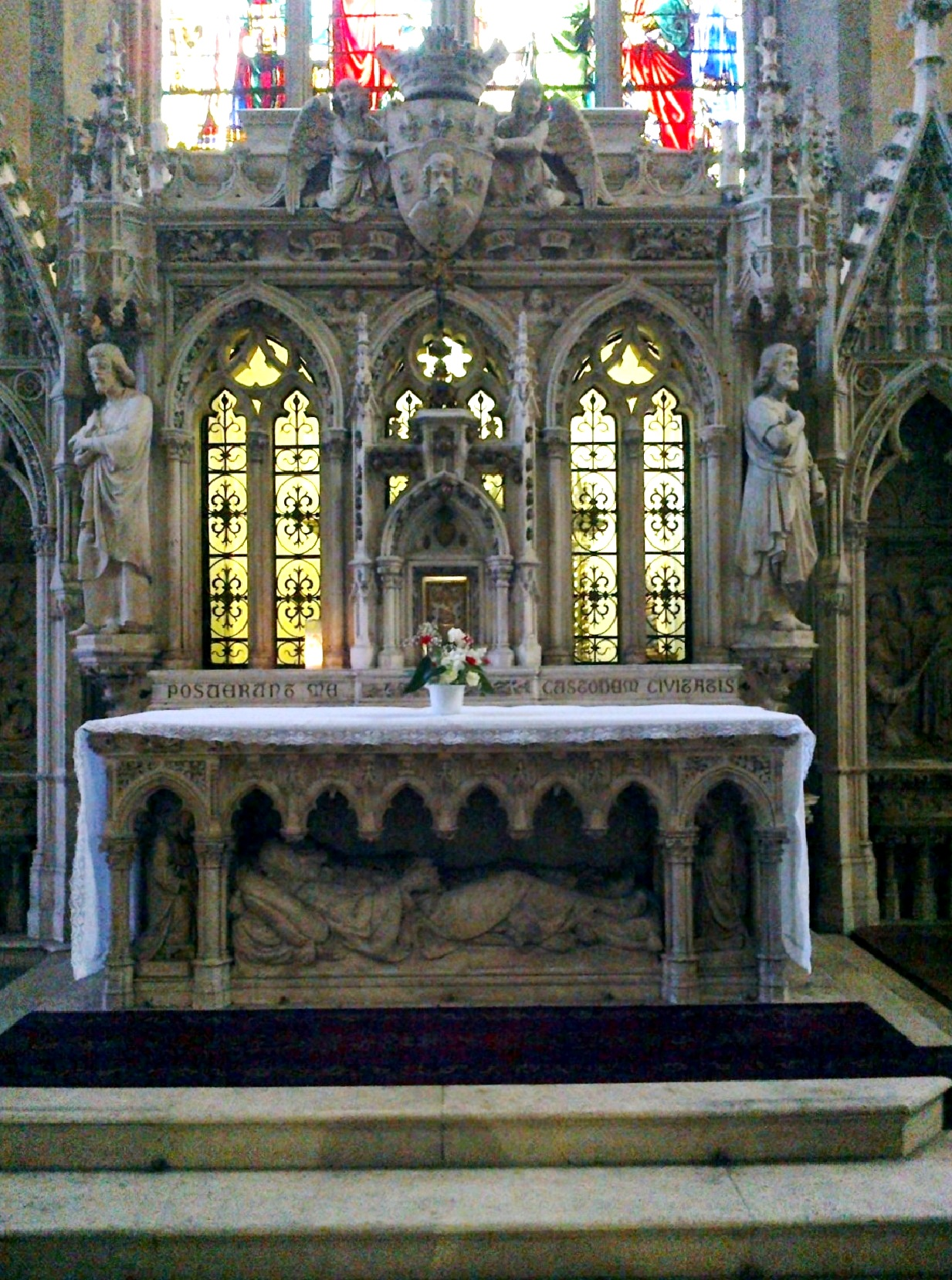
La châsse de saint Martial.

## L'organisation de la dévotion à Saint Loup
Une confrérie d'hommes, la « Confrérie de Saint Loup », fondée en 1153, est garante du culte du saint et participe tous les sept ans aux ostensions limousines, lors desquelles la châsse contenant les reliques de saint Loup est portée en procession dans différents lieux de la ville.